# Andrew Cyrille
Andrew Cyrille (The Bronx, 10 november 1939) is een Amerikaanse jazzdrummer.

## Biografie
Na privéles bij o.a. Philly Joe Jones, werkte hij sinds eind jaren 1950 met Roland Hanna, Illinois Jacquet en Rahsaan Roland Kirk. Sinds 1965 speelde hij tien jaar lang in de band van Cecil Taylor. Vervolgens had hij met David S. Ware een eigen band geformeerd, trad hij in 1976 op bij de Wildflowers Loft-sessies, toerde hij met Carla Bley en speelde hij met de ensembles van Anthony Braxton, Marilyn Crispell, Reggie Workman, Horace Tapscott en David Murray. Hij nam verder platen op met James Newton, Peter Brötzmann, Richard Teitelbaum en Irène Schweizer.
In zijn speelse conceptie gaat abstractie net zo als conventionele jazz en Afrikaans gekenmerkte muziek. Hij is een drummer, die altijd compositorisch denkt en het overzicht houdt over het muzikale gebeuren.

## Discografie
Albums onder eigen naam
- 1978: Metamusician's Stomp (Black Saint) met David S. Ware, Ted Daniel
- 1979: Nuba (Black Saint) Jimmy Lyons, Jeanne Lee
- 1982: The Navigator (Soul Note)
- 1988: Irène Schweizer/Andrew Cyrille (Intakt)
- 1993: The X-Man (Soul Note) met James Newton, Anthony Cox
- ????: Good to Go, with a Tribute to Bu (Soul Note) met James Newton, Lisle Atkinson
- 2011: Andrew Cyrille & Haitian Fascination: Route de Freres (TUM Records)
- 2016: Andrew Cyrille & Bill McHenry: Proximity (Sunnyside Records)
- 2017: Najwa
- 2018: Lebroba, met Wadada Leo Smith en Bill Frisell

Albums als begeleidingsmuzikant
- 1989: Anthony Braxton: Eight (+3) Tristano Compositions 1989: For Warne Marsh
- 1991: David Murray-James Newton Quintet (DIW) met John Hicks, Fred Hopkins und Cyrille
- 2011: Trio 3 + Geri Allen: Celebrating Mary Lou Williams (Live at Birdland New York) met Oliver Lake, Reggie Workman

- Bibsys: 9006549
- Bibliothèque nationale de France: cb13892897q (data)
- Catàleg d'autoritats de noms i títols de Catalunya: 981058509408206706
- CiNii: DA16729138
- Gemeinsame Normdatei: 134353331
- International Standard Name Identifier: 0000 0000 8011 143X
- Library of Congress Control Number: no91010399
- MusicBrainz: 880e5e0d-d39d-44bb-b34b-9d12437a64b6
- Nederlandse Thesaurus van Auteursnamen: 074321501
- Réseau des bibliothèques de Suisse occidentale: 02-A003148969
- Istituto Centrale per il Catalogo Unico: UBOV630382
- SNAC: w6t29ksq
- Système universitaire de documentation: 15983936X
- Virtual International Authority File: 105253922
- WorldCat: E39PBJxhk8Q74p4HKW9Y3Pk4bd